# Brumby (Staßfurt)
Brumby ist ein Ortsteil der Stadt Staßfurt im Salzlandkreis in Sachsen-Anhalt mit 858 Einwohnern (Stand: 31. Dezember 2024).

## Geografie
Die Gemarkung von Brumby im Südosten der Magdeburger Börde zwischen Bode und Saale liegt auf einem flachwelligen, äußerst ertragreichen Boden. Der Ort liegt auf 67 m ü. NN.

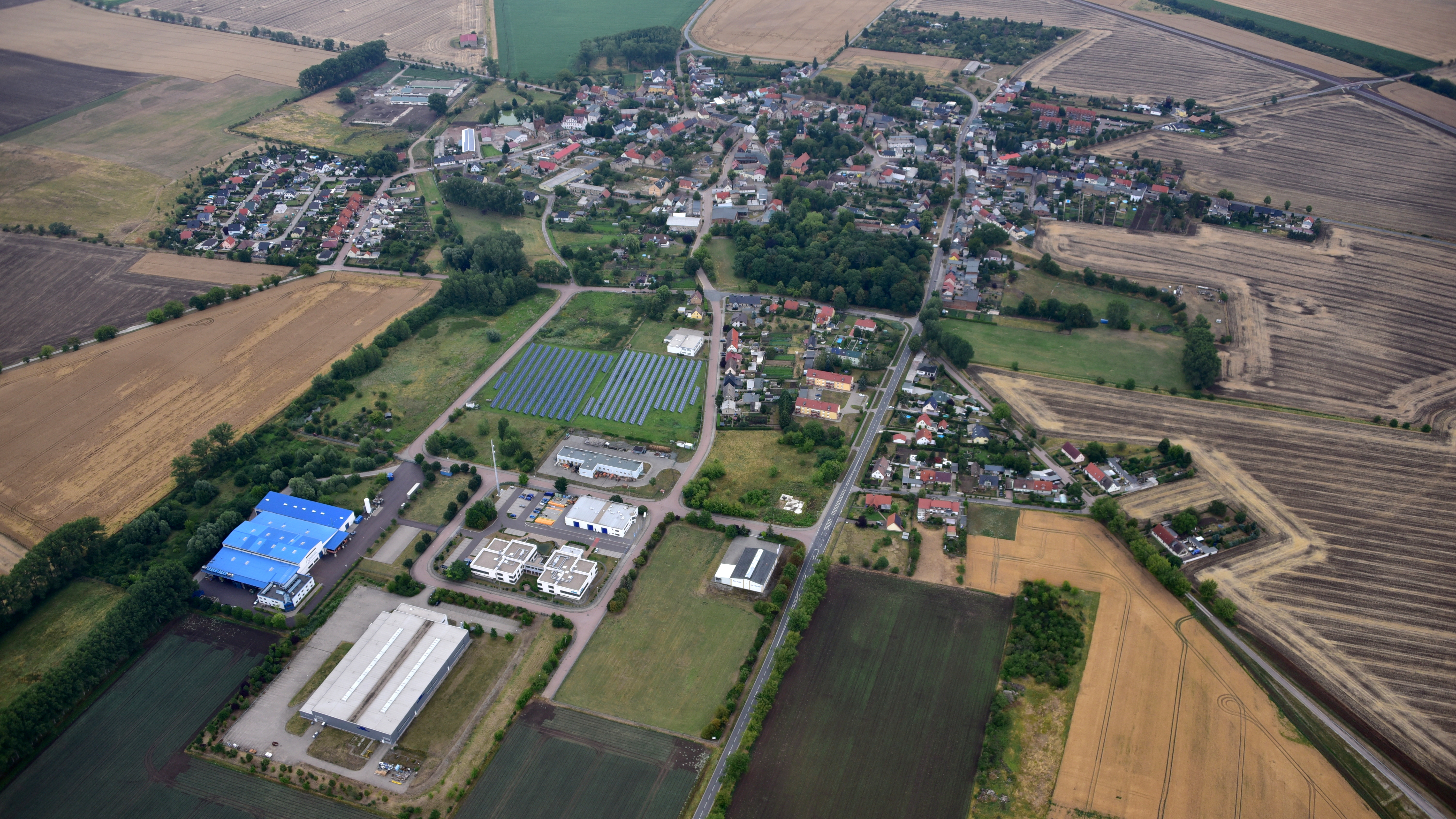
Brumby (Staßfurt), Luftaufnahme (2019)

## Geschichte und Geographie
Der als Rundling/Ringdorf angelegte Ort Brumby wurde 1051 erstmals urkundlich erwähnt. Die Ersterwähnung steht im Zusammenhang mit dem ersten Kirchenpatron, dem Abt des Klosters Berge, namens Bernhardus. Die ersten Besiedlungen dieser Gemarkung reichen Jahrhunderte weit zurück.
Wasser- und Waldreichtum führten zu ersten Siedlungsformen. Innerhalb dieser Gemarkung existierten verschiedene Siedlungen, die heute noch als Wüstungen bekannt sind. Noch heute geben die Wüstungen der Feldmark ihre Namen.
Über die Entstehung des Namens liegen keine eindeutigen Hinweise vor. Es gibt einige Namensdeutungen. Brum = Brunnen und by = Platz, also Platz des Brunnens. Eine weitere Deutung über die Entstehung des Ortsnamens ist das Adelsgeschlecht der Herren von Brumby, dessen erster Vertreter der im Jahre 1158 erwähnte Rudolfus de Brumbeie ist. Die heutige Schreibweise geht nachweislich auf das Jahr 1470 zurück. 1456 verkauften die von Dieskau das Rittergut an die von Wartensleben.
Die Ortslage Brumby liegt 75 Meter über dem Meeresspiegel. Die höchste Erhebung von Brumby ist der Fuchsberg mit knapp 100 Meter. Die Straßen von Brumby sind geprägt von kleinen Höhenunterschieden und verlaufen in der Form eines halben Ringes. Diese Ringe sind durch Querstraßen verbunden. Solche Bauweise wird als Ringdorf oder Haufendorf bezeichnet.
Großräumig gebaute Bauernhäuser und ihre Höfe prägen den Ortskern. Die öffentliche Flächengestaltung ist großzügig und zeigt viele Rasenflächen sowie einen hohen Baumbestand. Aus allen Richtungen auf dem Weg nach Brumby sind aus der Ferne der Turm der St.-Petri-Kirche und die Paltrockmühle zu sehen. Von ihnen aus sind bei günstiger Wetterlage westwärts die Berge des Harzes zu sehen.
Die Landschaft ist geprägt von großflächigen landwirtschaftlichen Nutzflächen. Aus dem 12. Jahrhundert stammen die Reste einer Niederungsburg, deren Wallanlage zu einem Park mit Freilichtbühne umgestaltet wurde.
Am 18. Mai 2006 wurde die Gemeinde Brumby nach Förderstedt eingemeindet, am 1. Januar 2009 wurde Förderstedt dann nach Staßfurt eingemeindet.

## Wappen
Blasonierung: „In Blau ein springendes goldenes Einhorn mit ausgeschlagener roter Zunge und gespaltenen schwarzen Hufen.“ Es bezieht sich auf das Geschlecht der Herren von Brumbeie, das im Jahr 1209 in Brumby ansässig war und seit langer Zeit ausgestorben ist.
In den siebziger Jahren des 20. Jahrhunderts wurde das Wappen der Herren von Brumbeie mit einigen Abänderungen (Heraldische Richtlinien) zum Gemeindewappen erklärt. Das Wappen wurde am 16. April 1998 vom Regierungspräsidium Magdeburg genehmigt (ABl. RB MD 6/98).

## Sehenswürdigkeiten

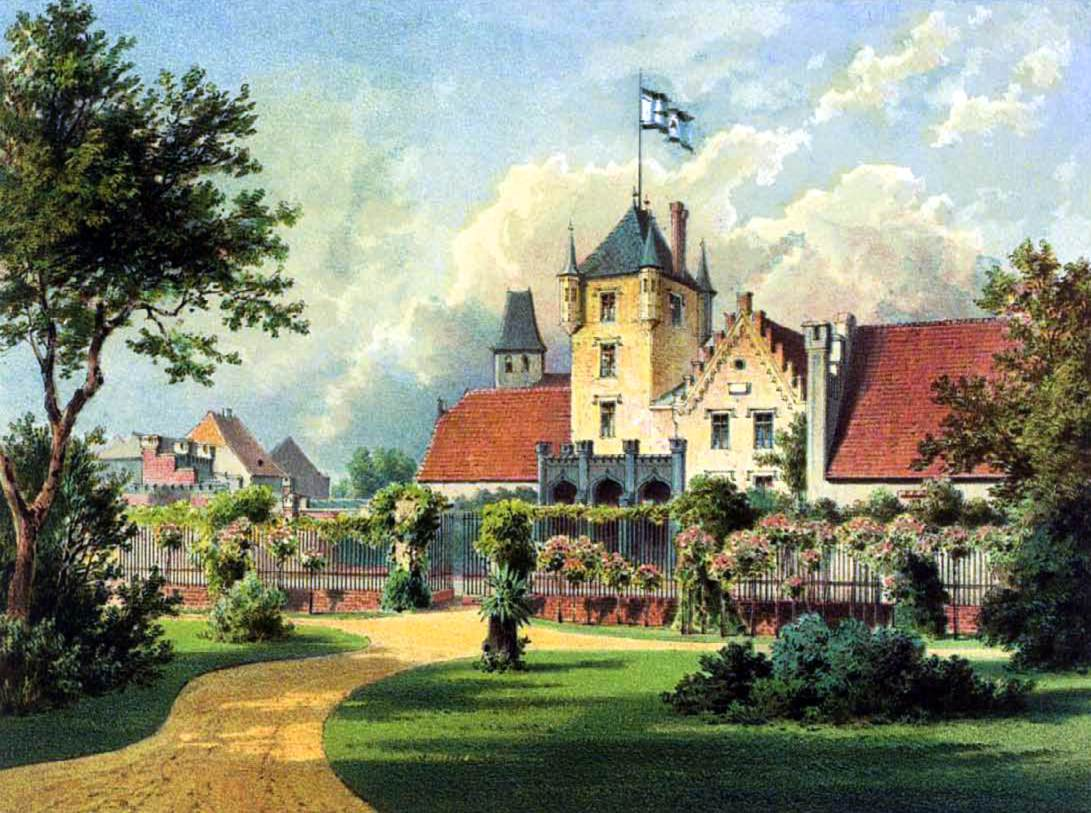
Schloss Brumby, um 1865, Sammlung Alexander Duncker

Die St.-Petri-Kirche in Brumby ist eine Autobahnkirche. Sie hat einen herausragenden barocken Innenraum. 92 Bildtafeln erzählen die christliche Heilslehre von der Schöpfung bis zum jüngsten Gericht. Geplant und ausgeführt wurde die Ausstattung in den 1660er Jahren von Pfarrer Heinrich Hävecker (* um 1610 in Minden; † 1676 in Brumby), dem Vater des Calbenser Theologen und Chronisten Johann Heinrich Hävecker, unter dem Kirchenpatronat von Gebhard von Alvensleben. Nach Johann Heinrich Hävecker wurde nach 1990 eine Straße in Calbe benannt.
Momentan wird die farbenreiche Bilderdecke in der Kirche kostenaufwendig durch Spenden der Einwohner und Besucher restauriert.

## Persönlichkeiten
- Günther von Krosigk (* 1860 in Treptow an der Rega; † 1938 in Brumby), Admiral der Kaiserlichen Marine, verlebte in Brumby seinen Lebensabend und verstarb hier.
- Hans Stephani (* 1935 in Brumby; † 2003 in Jena), Physiker und Hochschullehrer

## Verkehrsanbindung
Nahe Brumby befindet sich der Autobahnanschluss Calbe an der Bundesautobahn 14 (Magdeburg – Halle).
Seit 2018 ist der Verlauf der L63 zu einer Ortsumgehung geändert, um den Durchgangsverkehr des Ortes zu beschränken. An der Anschlusskreuzung nach Neugattersleben gibt es seitdem zahlreiche Unfälle, die auf eine teils fehlerhafte Konstruktion zurückzuführen sind. So zum Beispiel ist die Kreuzung beim Heranfahren sehr schlecht einsehbar.
Weitere Straßenverbindungen bestehen zu allen umliegenden Dörfern und Städten. Bahnverbindung besteht in Förderstedt (Bahnlinie Magdeburg – Schönebeck (Elbe) – Güsten).